# 정지 (경렬공)
정지(鄭地, 1347년 ~ 1391년 10월 15일)는 고려 말기의 무신이자 조선의 개국공신이자 전함을 건조하여 왜적을 물리친 한국 역사상 최초의 수군제독이다.
초명은 정준제(鄭准提). 정경(鄭耕)의 아버지이다. 아버지는 판군기시사(判軍器寺事)를 지닌 정리(鄭履)이다. 본관은 하동(河東), 신라말기 고려에 귀부하여
광평성 평장사에 오른 정도정(鄭道正)을 시조로 하는 하동정씨(河東鄭氏) 밀직공파((密直公派)의 6세-정난연(鄭蘭衍)의 증손자로서 분파된 경렬공파(景烈公派)의 파조이다.

## 생애
공민왕(恭愍王) 말년에 중랑장(中郞將)이었으며, 23년(1374년) 정월에 시구르치(速古赤)로써 대궐에서 숙위하고 있을 때, 검교중랑장(檢校中郞將) 이희(李禧)가 왜구 진압을 위해서는 내륙의 백성들을 몰아서 훈련시키는 것보다는 바닷가 지역에 사는 백성들을 중심으로 배를 이용한 수전(水戰)을 익혀야 한다는 대책을 왕에게 진언하자 공민왕이 "이희는 초야(草野)에 묻힌 신하이면서도 오히려 이와 같은 계책을 올리는데, 백관(百官)과 위사(衛士)들 가운데 일찍이 이희와 같은 자가 한 사람도 없는가?"라고 말하였는데, 위사 류원정(柳爰廷)이 그 자리에서 정준제를 추천했고, 정준제가 평소 자신이 가지고 다니던 왜구 대책에 대한 글을 주머니에서 꺼내 바치자 왕은 이를 열람하고 감탄하며 정준제와 이희를 각각 전라도와 양광도의 안무사로 임명하고 모두 왜인추포만호(倭人追捕萬戶)를 겸하게 하였으며, 정지와 이희의 휘하 군사들에게도 첨설직을 주는 한편, 천호공명첩 스무 개와 백호첩 2백 개를 주도록 하였다.
우왕 3년(1377년) 여름 6월에 왜구가 순천(順天)과 낙안(樂安) 등지를 침략하였을 때 정지는 예의판서(禮儀判書) 순천도병마사(順天道兵馬使)로써 출정하여, 왜구를 쳐서 18명의 목을 베고 3명을 사로잡는 공을 세웠으며, 우왕은 안장 얹은 말과 나견을 정지에게 하사하고 승첩을 전한 판사(判事) 정양기(鄭良奇)와 그의 어머니에게도 각기 백금 50냥과 쌀 열 섬을 하사하였다고 한다. 겨울 12월에도 왜구를 쳐서 40여 명의 목을 베고 두 명을 사로잡는 공을 세웠다.
4년(1378년)에 왜구가 영광(靈光) · 광주 · 동복(同福) 등지를 침략하니 정지가 도순문사(都巡問使) 지용기(池湧奇)와 조전원수(助戰元帥) 이림(李琳) · 한방언(韓邦彦) 등과 함께 옥과현(玉果縣)까지 추격해, 미라사(彌羅寺)에 왜구를 몰아넣고 포위하여 화공을 가해 왜구가 거의 섬멸되고 말 1백 필을 획득하였다. 이 공으로 지용기 등과 함께 은(銀) 50냥을 하사받았다. 이어 담양현(潭陽縣)을 침략한 왜구를 공격해 17명의 목을 베는 전공을 세웠다. 곧이어 전라도순문사(全羅道巡問使)가 되었다. 그러나 5년(1379년) 2월 왜구가 순천 · 조양(兆陽) · 진원(珍原) 등지를 침입하였을 때에는 정지가 왜구와 교전하였으나 패하였다.
6년(1380년) 3월, 왜구가 광주 및 능성현(綾城縣) · 화순현(和順縣)을 침략하였고, 정지는 원수(元帥) 최공철(崔公哲) · 김용휘(金用輝) · 이원계(李元桂) · 김사혁(金斯革) · 오언(吳彦) · 민백훤(閔伯萱) · 왕승보(王承寶) · 도흥(都興) 등과 함께 전라도에서 왜구를 방어하는 임무를 맡았다. 최무선(崔茂宣), 나세(羅世), 심덕부(沈德符) 등의 고려 수군은 그 해 8월 진포(鎭浦)에서 화포(火砲)를 사용하여 왜구 선단 5백 척을 궤멸시키는 전공을 거두었으나(진포 해전) 그 달에 육지에서 정지 등 고려군은 사근내역(沙斤乃驛)에서 패전하여 500여 인의 전사자를 냈다.
7년(1381년) 6월, 정지는 밀직(密直)으로써 해도원수(海道元帥)로 임명되었으나, 마침 병으로 문하평리상의 심덕부로 교체되었고, 이듬해 우왕 8년(1382년)에 다시 해도원수가 되어, 진포로 들어온 왜구 선단 50척을 공격하여 군산도(群山島)까지 추격하여 배 4척을 획득하였다.
우왕 9년(1383년) 5월, 해도부원수(海道副元帥)로써 전함 47척을 거느리고 나주와 목포에서 머무르고 있었는데, 왜구 선단 120척이 경상도 연해를 공격하였다. 합포원수(合浦元帥) 류만수(柳曼殊)의 구원 요청에 따라 정지가 전함을 거느리고 출격하였는데, 정지 자신이 직접 노를 저어가며 밤낮으로 행군을 독려해 섬진(蟾津)에 도착하여 합포의 사졸들을 징집하였고, 남해의 관음포 인근의 박두양(朴頭洋)에서 왜구 선단을 크게 격파하였다(관음포 전투). 이때의 전투에서는 앞서 3년 전의 진포의 해전에서와 같이 화포가 사용되었으며, 왜구에 포로로 잡혀 있던 고려의 군기윤(軍器尹) 방지용(房之用)도 구출하였다. 우왕은 관음포에서의 승전 소식에 크게 기뻐하며 이극명(李克明)과 안소련(安沼連)을 보내 궁중의 술을 하사하여 위로하였다고 한다.
이후 정지는 병으로 사직하였다가 얼마 안 되어 지문하부사(知門下府事)가 되었고, 11월에 여러 도(道)에서 전함을 건조하여 왜적을 대비하도록 건의하였다. 12월에 정지는 다시금 해도도원수(海道都元帥) 양광 · 전라 · 경상 · 강릉도(江陵道)의 도지휘처치사(都指揮處置使)에 임명되었다.
10년(1384년)에 문하평리(門下評理)로 임명하였는데, 이때 우왕이 환자(宦者) 김실(金實)을 보내 "도통사(都統使) 최영은 전함(戰艦)을 건조해 수전(水戰)에 대비하고 화포를 더해 그 계획이 주도면밀하다. 경은 해도원수(海道元帥)가 되어 근래에 왜적이 주군(州郡)을 침략해도 능히 소탕하지 못하니 죄가 실로 경에게 있다."고 질책하였다고 한다. 우왕 12년(1386년) 2월, 정지는 해도원수 사도도지휘처치사(海道元帥 四道都指揮處置使)가 되었다. 13년(1387년)에 정지는 글을 올려 동쪽으로 왜구의 본거지를 공격할 것을 자청하였다. 우왕 14년(1388년)의 요동 정벌 당시 안주도원수(安州都元帥)로서 출정하였다가 6월 이성계를 따라 회군에 가담하였으며, 이때 윤소종(尹紹宗)이 정지를 통하여 이성계에게 곽광전(霍光傳)을 가져와서 바치자 이성계는 조인옥(趙仁沃)으로 하여금 그것을 읽게 하였는데, 이 자리에서 조인옥은 폐가입진의 논리에 따라 우왕을 폐하고 왕씨(王氏)를 왕으로 세워야 한다는 의논을 진술하였다고 한다.
그 해 8월에 정지는 양광 · 전라 · 경상도 도지휘사(都指揮使)로 삼아 왜구 방어에 나섰는데, 왜적이 함양(咸陽)에서 운봉(雲峯)의 팔라현(八羅峴)을 넘어 남원(南原)에 이르니 정지가 도순문사(都巡問使) 최운해(崔雲海), 부원수(副元帥) 김종연(金宗衍), 조전원수(助戰元帥) 김백흥(金伯興) · 진원서(陳元瑞), 전주목사(全州牧使) 김용균(金用鈞), 양광도상원수(楊廣道上元帥) 도흥(都興), 부원수(副元帥) 이승원(李承源) 등을 거느리고 맹렬히 공격하여 그들을 크게 격파하였으며 58명의 목을 베고 말 60여 필을 획득하였다. 이때 왜구는 밤을 틈타 달아났으나 정지가 여러 군사들의 양식이 없었으므로 추격할 수 없었다. 당시 사람들은 그 날의 전투를 두고 "이번 전투가 아니었다면 3도의 민(民)이 거의 다 죽었을 것이다."라고 평하였다고 한다.
공양왕(恭讓王) 원년(1389년)에 정지는 양광 · 전라 · 경상도의 절제체찰사(節制體察使) 겸 총초토영전선성사(總招討營田繕城事)가 되었는데, 김저(金佇)가 변안열(邊安烈) 등과 함께 우왕을 복위시키려고 모의하다가 발각된 사건에서 김저와 모의하였다는 혐의로 유배되었고, 공양왕 2년(1390년) 계림에서 횡천(橫川)으로 유배되었다.
5월 윤이-이초의 옥사가 일어나자 정지는 이색(李穡) 부자나 이숭인(李崇仁) · 권근(權近) 등과 함께 청주(淸州)의 감옥에 투옥되었다. 고문당하는 와중에도 정지는 굴복하지 않았으며, 자신이 앞서 윤소종을 소개하고 이성계에게 곽광전을 바치게 한 것은 윤이-이초와는 무관하다고 강변하였으며, "사람은 태어나서 한번은 죽는 법이니 목숨을 어찌 아깝다고 하겠는가? 다만 왕씨가 나라를 회복했다면서 죄도 없이 죽는 것이 애통할 만하다."라고 말하였다고 한다. 얼마 뒤에 풀려나 외방에서 편의종사하는 것이 허락되었다.
공양왕 3년(1391년)에 앞서 김저나 변안열과 연좌되어 죄를 받은 것은 무고였다는 대성(臺省)과 형조(刑曹)의 상소로 정지는 석방되었다. 이후 정지는 광주의 별업(別業)으로 물러나서 살다가 9월에 다시금 판개성부사(判開城府事)로 임명되어 소환되었으나 임명되지 못하고 광주에서 사망하였다. 공양왕 3년(1391년) 10월 무진(15일). 향년 45세였다.
이후 조선에서는 개국한 지 한달 뒤인 1392년 8월에 공신도감(功臣都監)을 설치하고, 그 해 9월에 이성계를 왕으로 추대한 신하 중에서 배극렴(裵克廉) 등 44인을 1 · 2 · 3등으로 나누어 공신으로 책록하고, 그들에게 토지와 노비를 내리는 한편 여러 가지 특전을 부여하였으며 정지는 회군 공신으로 인정받아 2등 공신에 녹권(錄券)과 토지 50결(結)을 하사받았으며 아들 정경 (鄭耕) 은 1420년 종2품 전주부윤까지 오른다.

## 인물
《고려사》에는 정지에 대해 용모가 크고 훌륭하였으며 성품이 너그럽고 후하였으며, 어려서 큰 뜻을 품어 글 읽기를 좋아하였고 대의(大義)에 통달하여 사람들에게 해설해 주면 막힘없이 확 뚫리는 것과 같았다고 평하고 있다.
또한 관음포 전투를 앞두고 역병이 돌아 수군 병사 가운데 사망자가 생기면 일일이 육지로 내려서 장례를 치러주어 장병들이 이에 감격하였고, 비가 내리자 지리산신사(智異山神祠)에 사람을 보내 "나라의 존망이 이 한 번의 싸움에 달려 있나이다. 바라건대 저를 도와주시고 신(神)의 수치가 될 일을 짓지 마소서."라고 기도하였고, 이에 비가 그쳤다고 한다.

## 평가
태조 3년(1394년) 9월 17일 전라도도관찰사 조박(趙璞)이 도평의사사에 보고한 바에 따르면 전라도 경내의 노인들이 "죽은 판개성부사 정지가 처음으로 전함(戰艦)을 만들어 능히 왜구를 막아내었으되 장포(長浦)의 승리와 남원(南原)의 승첩에 그 공이 커서 한때 유명하였고, 그 덕택으로 지금 바닷가에 있는 백성들이 옛날과 같이 생업을 회복하였다"고 칭송하고 있었다고 하며, 정지의 집을 정표(旌表)하였다고 한다.

## 가족 관계
- 아버지 - 정리(鄭履)[1] : 판군기시사(判軍器寺事), 증(贈) 도첨의평리(都僉議評理)·상호군(上護軍)
  - 부인 - 미상
    - 외아들 - 정경(鄭耕, 1370년 ~ 1421년) : 전주부윤(全州府尹)
      - 손자 - 정종(鄭種)